# Speed Kills
 (décembre 2018).
Si vous disposez d'ouvrages ou d'articles de référence ou si vous connaissez des sites web de qualité traitant du thème abordé ici, merci de compléter l'article en donnant les références utiles à sa vérifiabilité et en les liant à la section « Notes et références ».
Pour plus de détails, voir Fiche technique et Distribution.
Speed Kills (La Mort à toute vitesse en français) est un film américain de Jodi Scurfield, sorti en 2018, avec, dans le rôle principal, John Travolta. Il est tiré du livre du même nom d’Arthur J. Harris, portant sur la vie romancée de Donald Aronow (« Ben Aronoff » dans le film).

## Fiche technique
- Titre français : La Mort à toute vitesse[2]
- Titre original : Speed Kills
- Réalisation : Jodi Scurfield
- Photographie : Andrzej Sekuła
- Scénario : David Aaron Cohen et John Luessenhop, d'après le livre de Arthur Jay Harris
- Montage : Randy Bricker
- Direction artistique : Fernando Carrion
- Musique : Geronimo Mercado
- Décors : Joseph P. Zubor
- Costumes : Amy Andrews
- Production : Oscar Generale, Richard Rionda Del Castro et Luillo Ruiz
- Sociétés de production : Blue Rider Pictures, Hannibal Pictures, JTP Films
- Société de distribution : Saban Films
- Budget : 15 M$
- Genre : thriller
- Durée : 102 minutes
- Date de sortie : 
  -  États-Unis : 16 novembre 2018
  -  France : 19 août 2021 en VOD

## Distribution
- John Travolta (VF : Olivier Peissel) : Ben Aronoff
- Katheryn Winnick (VF : Caroline Lemaire) : Emily Gowen
- Jennifer Esposito (VF : Fanny Gatibelza) : Kathy Aronoff
- Michael Weston (VF : Michaël Cermeno) : Shelly Katz
- Jordi Mollà (VF : Philippe Mijon) : Jules Bergman
- Amaury Nolasco : l'agent Lopez
- Matthew Modine : George Bush
- James Remar (VF : Éric Bonicatto) : Meyer Lansky
- Kellan Lutz : Robbie Reemer
- Charlie Gillespie (VF : Julien Chettle) : Andrew Aronoff
- Moran Atias : Contessa
- Tom Sizemore : Dwayne Franklin
- Mike Massa (VF : Thomas Thibault) : « Knocky » House
- Luis Da Silva : « Panama »
- Keith Hudson : « Dutch » Kramer
- Anita Leeman Torres (VF : Héloïse Chettle) : Melissa

## Autour du film
Le film est inspiré de l'histoire vraie de Don Aronow qui, à Miami dans les années 1980, était un entrepreneur, constructeur, coureur de compétition et vendeur de bateaux à moteur haut de gamme. Homme populaire parmi les sportifs, les célébrités, les politiciens et ... les trafiquants de drogue. Il a été abattu en 1987, crime qui serait lié au trafic de drogue.